# Суперкласіко (Аргентина)

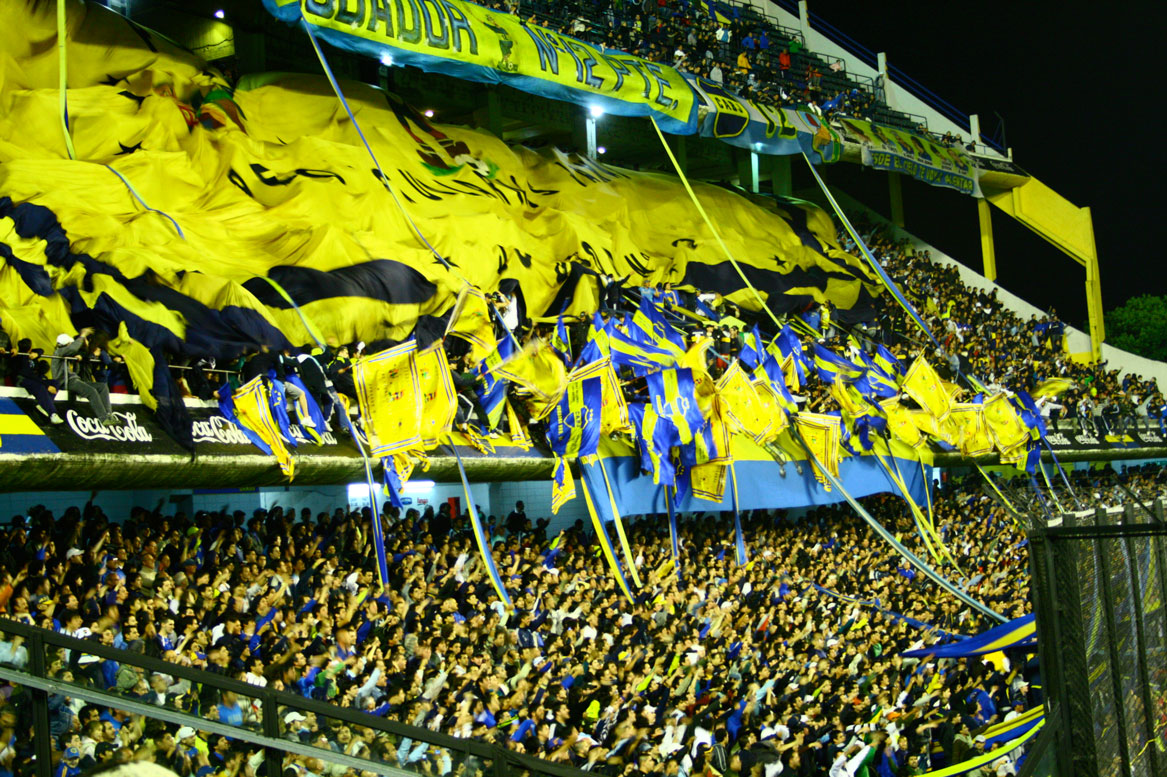

Суперкласіко (ісп. Superclásico del fútbol argentino) — історичне протистояння аргентинських футбольних клубів «Бока Хуніорс» та «Рівер Плейт», що базуються у столиці країни — Буенос-Айресі.
Етимологія назви походить від традиційного іспанського слова «clásico», яким позначаються дербі спортивних команд, з додатком приставки «super», щоб підкреслити роль, яку відіграють обидва клуби у футбольному житті країни. Згідно даних різних видань, понад 70 % населення Аргентини підтримує ту чи іншу команду в цьому протистоянні (у «Бока Хуніорс» 40 % уболівальників, а у «Рівер Плейт» — 32%).